# حاجيآباد بزرغ (مقاطعة دهغلان)
حاجيآباد بزرغ (بالفارسية: حاجی‌آباد بزرگ) هي قرية تقع في قسم ايلان الجنوبي الريفي (مقاطعة دهغلان) في إيران. يقدر عدد سكانها بـ 315 نسمة بحسب إحصاء 2016.